# Heribert Mally
Heribert Mally (* 23. November 1929 in Wießen, ČSR; † 24. Februar 1995 in Zeuthen) war ein deutscher Polizeioffizier. Er war von 1971 bis 1990 Leiter der Verkehrspolizei im Ministerium des Innern der DDR (MdI).

## Leben
Der Sohn eines Dachdeckers wurde im Sudetenland geboren und absolvierte nach der Umsiedlung seiner Familie nach Schönebeck (Elbe) von 1946 bis 1948 eine Lehre zum Dachdecker. 1948 trat er in die Deutsche Volkspolizei (DVP) ein und begann seinen Dienst bei der Verkehrspolizei. Er arbeitete von 1948 bis 1951 als Verkehrsüberwacher, dann als Sachbearbeiter für Kfz-Zulassung in der Abteilung Verkehrspolizei (VK) des VP-Präsidiums Magdeburg. 1949 wurde er Mitglied der Freien Deutschen Jugend (FDJ), 1951 der Sozialistischen Einheitspartei Deutschlands (SED). Nach einem Lehrgang an der Zentralschule der VK in Magdeburg ging er nach Berlin und war von 1951 bis 1965 Stellvertreter bzw. Leiter einer Abteilung in der Hauptabteilung VK im MdI der DDR. Ein Fernstudium von 1959 bis 1961 an der Ingenieurschule Berlin-Wartenberg schloss er als Ingenieur für Landtechnik ab. Von 1965 bis 1971 war er im Rang eines Oberstleutnants stellvertretender Leiter der Hauptabteilung Verkehrspolizei (VK) im Ministerium des Innern (MdI). Von 1969 bis 1971 besuchte er die Hochschule der DVP in Berlin-Kaulsdorf mit dem Abschluss als Diplomstaatswissenschaftler. Von 1970 bis 1990 war er Vizepräsident des Allgemeinen Deutschen Motorsport Verbandes (ADMV). Im Jahr 1971 wurde er zum Oberst befördert und als (Nachfolger von Alfred Heydel) zum Leiter der Hauptabteilung Verkehrspolizei im MdI ernannt. Von 1972 bis 1989 war er auch Leiter der Arbeitsgruppe Verkehrssicherheit im Rat für gegenseitige Wirtschaftshilfe (RGW). Am 20. Juni 1977 wurde er von Erich Honecker zum Generalmajor ernannt. 
Im September 1989 weilte er zu einem Erfahrungsaustausch über Fragen der Verkehrssicherheit in der Volksrepublik China und traf in Peking mit dem Staatskommissar und Minister für öffentliche Sicherheit Wang Fang zusammen. Am 1. Februar 1990 wurde er in den Ruhestand versetzt und von Rolf Lorenz abgelöst.

## Auszeichnungen
- 1975 Vaterländischer Verdienstorden in Bronze, 1979 in Silber und 1989 in Gold
- 1984 Medaille „Für hervorragende propagandistische Leistungen“ der FDJ
- 1985 Orden Banner der Arbeit Stufe I
- 1985 Ehrenurkunde des Zentralrats der FDJ